# Лезгинська мова
Лезгинська мова (лезги чӏал, lezgi č'al) — мова лезгинів.
Лезгинська мова розповсюджена в районах проживання лезгинів — здебільшого в південно-східному Дагестані (Курахський, Ахтинський, Магарамкентський, Сулейман-Стальський, і частково в інших районах) та на півночі Азербайджану (Кубінський, Кусарський, Хачмазський райони). За даними перепису 2002 року в Російській Федерації 398 тис. осіб, а в 1999 році в Азербайджані 178 тис. володіли лезгинською мовою. Лезгинська мова має статус однієї з державних мов Дагестану.

## Поширення
У 2002 році лезгинською мовою говорило близько 397 000 осіб в Росії, переважно в Південному Дагестані; у 1999 році нею говорило близько 178 400 осіб, переважно в провінціях Кусар, Куба, Кабала, Огуз, Ісмаїллі та Хачмаз на північному сході Азербайджану. Лезгинською мовою також говорять в Казахстані, Киргизстані, Туреччині, Туркменістані, Україні, Німеччині та Узбекистані мігрантами з Азербайджану та Дагестану.
Деякі мовці проживають у провінціях Баликесір, Ялова, Ізмір, Бурса Туреччини, особливо в Кирнє (Ортака), селі в провінції Баликесір, що розташоване на західному узбережжі, на південь-захід від Стамбула.
Загальна кількість мовців становить приблизно 800 000 осіб.

## Діалекти
Діалекти: Кюрінський, Гюнейський (основа літературної мови), Курахський, Яркінський, Самурський та Кубінський.

## Граматика
Іменник має категорію відмінку (18) та числа, а дієслово не змінюється в особі та числі, але має складну систему часових форм. Номінативна, ергативна та дативна форми є основними при побудові простого речення.

## Письмо
До 1928 року лезгини використовували арабську писемність, яка була замінена латинською. Від 1938 року для письма на гюнейському діалекті радянською владою була запроваджена кирилиця.
Кириличний алфавіт:
Загальні відомості про правила написання та вимову в лезгинській мові:
- Ш — використовується тільки в словах, запозичених з російської мови, але вимовляється як [ш];
- Ё — зустрічається в літературі лише в одному слові — "ёъ" ([joʔ]);
- Ы (ə) — дуже часто зустрічається в діалектах;
- Ь — м'який знак — фактично використовується лише в диграфах гь, хь, уь, кь; оскільки в лезгинській мові відсутні м'які фонеми, навіть у запозичених словах він не використовується, наприклад, "автомобіль", "мультфільм".

Сучасна орфографія діє з 1962 року. До 1962 року приголосні без аудібельності /k/, /p/, /t/, /t͡s/, /t͡ʃ/ відображалися подвоєними буквами, відповідно: кк, пп, тт, цц, чч, утворюючи такі пари, як "ччил" (/t͡ʃil/ — "земля") і "чил" (/t͡ʃʰil/ — "сітка"). Всього існує щонайменше 19 таких пар. У сучасній орфографії такі слова є омографами: "чил" може означати одночасно і "земля", і "сітка".
| А | Б | В | Г | Гъ | Гь | Д | Е | Ё | Ж | З | И | Й | К | Къ | Кь | Кӏ | Л | М | Н | О | П | Пӏ | Р | С | Т | Тӏ | У | Уь | Ф | Х | Хъ | Хь | Ц | Цӏ | Ч | Чӏ | Ш | Щ | Ъ | Ы | Ь | Э | Ю | Я |
| а | б | в | г | гъ | гь | д | е | ё | ж | з | и | й | к | къ | кь | кӏ | л | м | н | о | п | пӏ | р | с | т | тӏ | у | уь | ф | х | хъ | хь | ц | цӏ | ч | чӏ | ш | щ | ъ | ы | ь | э | ю | я |

Алфавіт латиницею:
| A a   | Ä ä | B b   | C c   | Č č | Ch ch | Čh čh | D d   |
| E e   | F f | G g   | Gh gh | H h | I i   | J j   | K k   |
| Kh kh | L l | M m   | N n   | Ŋ ŋ | O o   | Ö ö   | P p   |
| Ph ph | Q q | Qh qh | R r   | S s | Š š   | T t   | Th th |
| U u   | Ü ü | V v   | X x   | X́ x́ | Y y   | Z z   | Ž ž   |